# Joop den Uyl
Johannes Marten den Uyl, detto Joop (Hilversum, 9 agosto 1919 – Amsterdam, 24 dicembre 1987), è stato un politico olandese.
Fu ministro, leader del Partito del Lavoro e ministro-presidente dei Paesi Bassi dall'11 maggio 1973 al 19 dicembre 1977. Il suo cognome era ufficialmente "Den Uijl", ma usava sempre l'ortografia "Den Uyl".
Il governo rosso di Den Uyl (1973-1977) ha avuto una larga maggioranza parlamentare ed è stato compositivamente il governo più progressista nella storia parlamentare. Il governo ha cercato di combattere la disuguaglianza attraverso investimenti pubblici, incentivi fiscali e l'espansione dei servizi sociali, ma dal 1975 ha dovuto ridurre la spesa a causa di turbolenze economiche. Contemporaneamente den Uyl ha affrontato come primo ministro con la crisi petrolifera del 1973 (che ha portato all'introduzione della Domenica senza auto), lo scandalo Lockheed, il caso-Menten e l'indipendenza del Suriname. Il governo cadde prematuramente dalla crisi di governo sulla politica del territorio.
Joop den Uyl era considerato un politico idealista, ma anche polarizzante. Nel corso della storia, i leader politici olandesi tendevano a modi rilassanti: Den Uyl era una delle poche eccezioni. La gente lo amava o lo odiava. Seguaci delle sue politiche idealistiche lo chiamavano Ome Joop (Zio Joop). È stato criticato per aver creato un deficit di bilancio e polarizzato la politica olandese. Associato a Den Uyl è stato il maakbare samenleving, la società costruibile, l'idea che la società sia costruita e che il governo sia un attore nella costruzione. Un'altra idea associata a Den Uyl era de verbeelding aan de macht (l'immaginazione al posto della guida, il potere del pensiero concettuale, in particolare in politica).

## Biografia
La famiglia di den Uyl era di religione calvinista. Il padre era un negoziante, morì quando den Uyl aveva dieci anni. Den Uyl aveva due fratelli e due sorelle ed era il secondogenito.
Den Uyl frequentò il liceo cristiano di Hilversum, diplomandosi nel 1936. Successivamente studiò economia all'Università di Amsterdam, laureandosi nel 1942. Dal 1943 al 1945 lavorò come funzionario presso l'ufficio nazionale per i prezzi dei prodotti chimici al ministero degli affari economici.
In gioventù den Uyl lavorò come giornalista, prima al quotidiano clandestino di resistenza Het Parool e dopo la fine della guerra anche nella rivista Vrij Nederland. Nel 1953 venne invitato dal governo statunitense a trascorrere alcuni mesi negli Stati Uniti.

## Carriera politica

### Dalla militanza nell'ARP a leader di partito

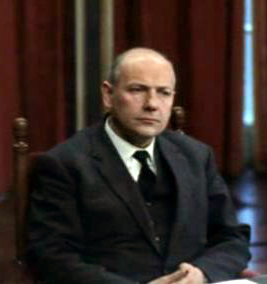
Joop den Uyl come ministro degli affari economici nel 1965.

In gioventù Den Uyl militò nel Partito Anti-Rivoluzionario, di orientamento protestante e fece parte dell'ala giovanile del partito. Durante la guerra divenne agnostico e lasciò il partito, e nel 1946 si iscrisse al Partito laburista. Dal gennaio 1949 al 1962 den Uyl diresse l'Istituto Wiardi Beckman, il think tank del Partito del Lavoro.
Nel 1953 venne eletto membro del consiglio comunale di Amsterdam e nel 1956 membro della Camera dei rappresentanti. Si dimise dal seggio parlamentare nel 1963, quando venne nominato assessore agli affari economici del comune di Amsterdam.
Due anni più tardi abbandonò l'incarico e divenne ministro degli affari economici. Fu ministro dall'aprile 1965 al novembre 1966, e come ministro den Uyl decise di chiudere le miniere di carbone del Limburgo, ormai antieconomiche. Nel settembre 1966 venne eletto leader del Partito del Lavoro.

### Ministro-presidente (1973-1977)

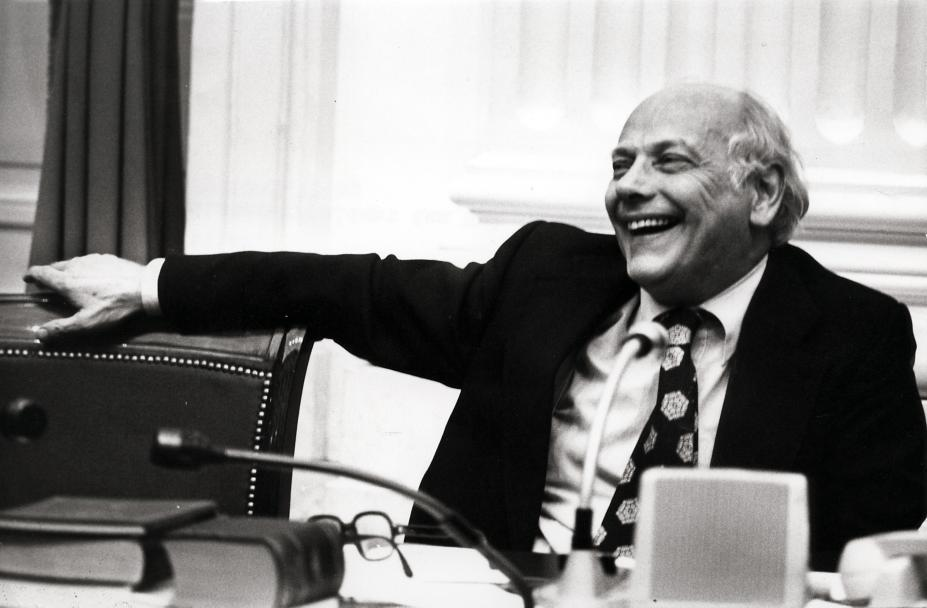
Joop den Uyl come primo ministro nel 1977.

Dopo le elezioni parlamentari del 1967 den Uyl venne nominato leader del gruppo laburista in parlamento. Nel 1973 il partito vinse le elezioni, in alleanza con i Democratici 66 e i radicali, ma la coalizione non riuscì ad ottenere la maggioranza assoluta dei seggi in parlamento. Dopo lunghi negoziati, nel maggio 1973 venne formato il governo Den Uyl, appoggiato anche dal Partito Popolare Cattolico e dal Partito Anti-Rivoluzionario.
Il governo fronteggiò una serie di problemi, soprattutto in campo economico. I Paesi Bassi vennero boicottati per il loro sostegno ad Israele nella guerra dello Yom Kippur, il deficit di bilancio decuplicò in breve tempo, la disoccupazione raddoppiò e l'inflazione aumentò notevolmente. Tuttavia, il governo riuscì a promuovere una serie di riforme sociali progressiste, con un rafforzamento dello stato sociale.
Den Uyl era una figura che polarizzava l'opinione dei cittadini. Molto amato da alcuni, fu fortemente criticato da altri. Si distinse per il suo idealismo e per la sua fiducia nel ruolo della classe politica nel modellare la società e il suo sviluppo.

### Carriera successiva (1977-1986)

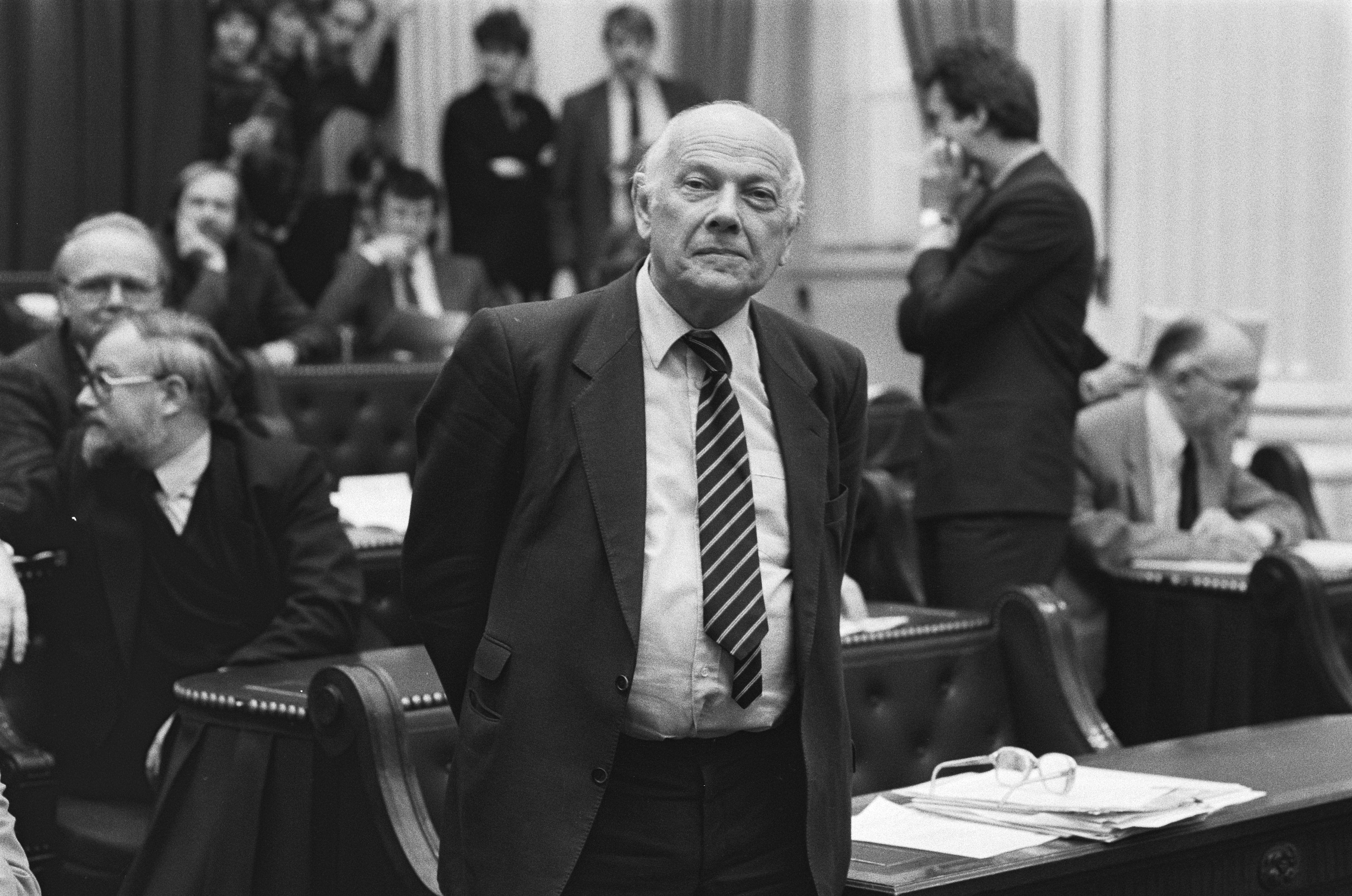
Joop den Uyl come leader del Partito del Lavoro nel 1986.

Dopo crescenti tensioni tra den Uyl e il ministro della giustizia Dries van Agt, esponente del Partito Popolare Cattolico, nel dicembre 1977 il governo Den Uyl cadde. Alle eleHzioni del 1978 il Partito laburista ottenne un grande successo, ma i suoi alleati ebbero dei risultati meno soddisfacenti ed impedirono all'alleanza di conseguire la maggioranza dei seggi in parlamento. Dopo negoziati molto lunghi si formò un governo di centro-destra e den Uyl fu divenne il leader dell'opposizione. Nel 1980 venne eletto presidente della confederazione dei partiti socialisti della Comunità europea.
Nel settembre 1981 Den Uyl tornò al governo come vice primo ministro, ministro degli affari sociali e del lavoro e ministro per gli affari del Suriname e delle Antille olandesi nell'ambito di un governo di coalizione presieduto nuovamente da Dries van Agt. Il governo era però caratterizzato da forti tensioni interne e cadde dopo otto mesi.
Dal 1982 al 1986 il Partito laburista fu all'opposizione e continuò ad essere guidato da Den Uyl. Den Uyl appoggiò la controversa decisione del governo di dislocare missili NATO sul suolo olandese. Il partito laburista vinse le elezioni del 1986, ma Den Uyl dopo la vittoria lasciò la politica. Morì l'anno successivo.

## Vita privata e dopo la politica
Den Uyl era sposato con Liesbeth den Uyl, nata Van Vessem. Avevano tre figli e quattro figlie. Di questi Saskia Noorman-den Uyl è diventata membro del parlamento per il Partito del Lavoro fino al 2006 e Xander den Uyl è diventato una figura di primo piano in ABVAKABO, uno dei sindacati olandesi.
Dopo le elezioni del 1986, che ha vinto, Den Uyl ha lasciato la politica. È stato sostituito come capo del Partito del Lavoro da Wim Kok. Morì alla vigilia di Natale del 1987 a 68 anni, di un tumore al cervello.

## Pubblicazioni
- De weg naar vrijheid, 1952
- Liberalisme en socialisme, 1956
- Om de kwaliteit van het bestaan, 1963
- De smalle marges van de democratie, 1970
- Inzicht en uitzicht, 1978